# SummerSlam (2003)
SummerSlam (2003) — шестнадцатое в истории шоу SummerSlam, PPV-шоу производства World Wrestling Entertainment (WWE). Шоу прошло 24 августа 2003 года на арене «ЮС Эйрвейс-центр» в Финиксе, Аризона. На нём участвовали рестлеры брендов Raw и SmackDown!. На шоу прошло 7 поединков и было разыграно 4 чемпионских титула.
Главным событием шоу стал поединок в Клетке Уничтожения, в котором участвовали рестлеры бренда Raw, ринг был окружен конструкцией из стали, цепей и решеток. Чемпион мира в тяжёлом весе Triple H победил Криса Джерико, Голдберга, Кевина Нэша, Рэнди Ортона и Шона Майклза защитив свой титул. Так же на этом шоу состоялся поединок между рестлерами бренда SmackDown! за титул чемпиона WWE в котором Курт Энгл защитил свой титул от Брока Леснара в одиночном поединке. Еще одним поединком на этом шоу, стал поединок без дисквалификации, между рестлерами бренда Raw, в котором Кейн победил Роб Ван Дама. Так же на этом шоу проходил четерехстороний поединок, между рестлерами бренда SmackDown! за титул Чемпион США WWE, где Эдди Герреро победил Криса Бенуа, Таджири и Райно.

## Результаты
| #                                | Результат | Условия                                                        | Время |
| -------------------------------- | --- | -------------------------------------------------------------- | ----- |
| 1                                | «Сопротивление» (Рене Дюпри и Сильван Гринье) (с) победили «Братьев Дадли» (Баббу Рэя и Ди-Вона) (со Спайком Дадли) | Командный поединок за титул мировых командных чемпионов        | 07:49 |
| 2                                | Гробовщик победил Эй-Трейна (с Сейбл)                                                                               | Одиночный поединок                                             | 09:19 |
| 3                                | Шейн Макмэн победил Эрика Бишоффа                                                                                   | Одиночный поединок с удержаниями где угодно                    | 10:36 |
| 4                                | Эдди Герреро (с) победил Криса Бенуа, Таджири и Райно                                                               | Четерыхсторонний поединок за титул Чемпион США WWE             | 10:50 |
| 5                                | Курт Энгл (c) победил Брока Леснара                                                                                 | Одиночный поединок за титул чемпиона WWE                       | 21:17 |
| 6                                | Кейн победил Роб Ван Дама                                                                                           | Одиночный поединок без дисквалификаций                         | 12:49 |
| 7                                | Triple H (с) победил Криса Джерико, Голдберга, Кевина Нэша, Рэнди Ортона и Шона Майклза                             | Матч Elimination Chamber за титул чемпиона мира в тяжёлом весе | 19:12 |
| (c) – Чемпион на момент поединка | |                                                                |       |

### Клетка уничтожения, выходы и выбывания
| Номер выбывания | Рестлер      | Выход | Кем выбит | Метод выбывания                                                | Время |
| --------------- | ------------ | ----- | --------- | -------------------------------------------------------------- | ----- |
| 1               | Кевин Нэш    | 4     | Джерико   | «Сладкая Зубная Боль» от Майклза, с последующим сворачиванием. | 08:05 |
| 2               | Рэнди Ортон  | 3     | Голдберг  | «Гарпун»                                                       | 13:01 |
| 3               | Шон Майклз   | 2     | Голдберг  | «Гарпун» затем «Молот»                                         | 15:19 |
| 4               | Крис Джерико | 1     | Голдберг  | «Гарпун» затем «Молот»                                         | 16:03 |
| 5               | Голдберг     | 6     | Triple H  | Кувалдой сзади по голове                                       | 19:12 |
| Победитель      | Triple H     | 5     |           |                                                                |       |